# Vroonhof

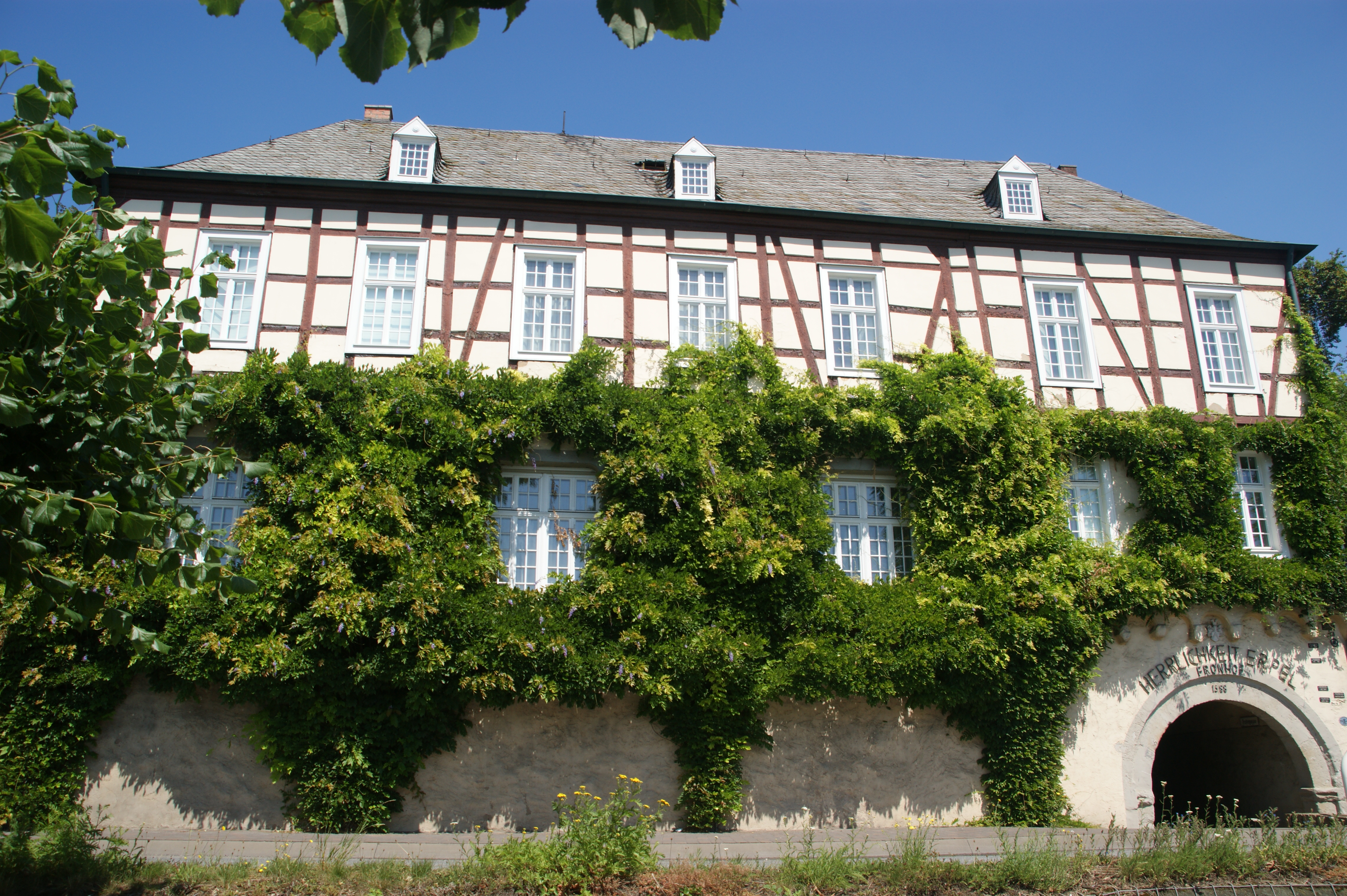
Vroonhof in Erpel

Een vroonhof, vroenhof of vroonhoeve, ook aangeduid als hof of met de Latijnse benaming curtis, was in de middeleeuwen de hoeve van een landsheer, van waaruit de omringende landbouwgronden werden geëxploiteerd, gedeeltelijk met horige boeren volgens het systeem van het hofstelsel. De vroonhof beschikte over de belangrijkste economische basisfuncties zoals een graanmolen, een fruitpers en een brouwerij. Voor het gebruik ervan moest aan de heer betaald worden met een deel van de opbrengst.
Vroon vindt zijn oorsprong in het Oergermaanse *fraujaz, dat 'heer' betekent. 